# Vàng Đán
Vàng Đán là một xã thuộc huyện Nậm Pồ, tỉnh Điện Biên, Việt Nam

## Địa lý
Xã Vàng Đán có vị trí địa lý:
- Phía đông giáp xã Nà Hỳ và Lào
- Phía tây giáp xã Nà Bủng
- Phía nam giáp Lào
- Phía bắc giáp xã Nà Bủng và xã Nậm Chua.

Xã Vàng Đán có diện tích 84,56km², dân số năm 2022 là 3.732 người,  mật độ dân số đạt 34 người/km².

## Hành chính
Xã Vàng Đán được chia thành 7 bản: Ham Xoong I, Ham Xoong II, Huổi Dạo, Huổi Khương, Nộc Cốc I, Nộc Cốc II, Vàng Đán.

## Lịch sử
Ngày 25 tháng 8 năm 2012, Chính phủ ban hành Nghị quyết số 45/NQ-CP về việc:
- Thành lập xã Vàng Đán thuộc huyện Mường Nhé trên cơ sở điều chỉnh 8.462,59 ha diện tích tự nhiên và 2.963 nhân khẩu của xã Nà Bủng.
- Chuyển xã Vàng Đán thuộc huyện Mường Nhé về huyện Nậm Pồ mới thành lập quản lý.